# Caron et Guay de Pont-Rouge
Le Caron et Guay de Pont-Rouge est équipe de hockey sur glace ayant évolué dans la Ligue de hockey semi-professionnelle du Québec de 1995 à 2004.

## Historique
L'équipe fut créée en 1995 et fut connu sous le nom du Grand Portneuf de Pont-Rouge. Elle débuta ses activités dans la Ligue semi-professionnelle du Québec, l'année suivante la ligue fusionna avec la ligue senior de la Mauricie. Le Grand Portneuf changea de propriétaire en 2001 et devient jusqu'à sa dissolution en 2004, le Caron & Guay de Pont-Rouge.

### Saisons en LNAH
Note: PJ : parties jouées, V : victoires, D : défaites, N : matchs nuls, DP : défaite en prolongation, DF : défaite en fusillade, Pts : Points, BP : buts pour, BC : buts contre, Pun : minutes de pénalité
| Saison    | PJ | V  | D  | N | DP | Pts | Classement                 | Séries éliminatoires |
| --------- | -- | -- | -- | - | -- | --- | -------------------------- | -------------------- |
| 1995-1996 | 41 | 31 | 8  | 2 | 0  | 64  | ?, Division LHSPQE         | champions series     |
| 1996-1997 | 36 | 26 | 7  | 0 | 3  | 55  | 1er place, Division LHSPQE | ?                    |
| 1997-1998 | 38 | 32 | 5  | 1 | 0  | 65  | 1er place, Division LHSPQE | ?                    |
| 1998-1999 | 36 | 20 | 15 | 1 | 0  | 41  | 3e place, Division LHSPQE  | ?                    |
| 1999-2000 | 38 | 25 | 8  | 5 | 0  | 55  | 2e place, Division LHSPQB  | défaite en finale    |
| 2000-2001 | 44 | 23 | 17 | 1 | 3  | 50  | 4e place, Division LHSPQE  | éliminé en 1er ronde |
| 2001-2002 | 44 | 23 | 19 | 0 | 2  | 48  | 4e place, Division LHSPQO  | ?                    |
| 2002-2003 | 52 | 35 | 11 | 4 | 2  | 76  | 3e place, Division Ouest   | ?                    |
| 2003-2004 | 50 | 25 | 16 | 6 | 3  | 59  | 3e place, Division Est     | éliminé en 2e ronde  |